# Xanthophyllum tenue
Xanthophyllum tenue är en jungfrulinsväxtart som beskrevs av Chod.. Xanthophyllum tenue ingår i släktet Xanthophyllum och familjen jungfrulinsväxter. Inga underarter finns listade i Catalogue of Life.